# Nòric (llengua)
El nòric, o celta oriental, és una llengua celta continental no classificada que es va parlar a la zona que després constituí la província romana del Nòric. El nòric està documentat en només dues inscripcions fragmentàries (una a Grafenstein, Àustria, i l'altra a Ptuj, Eslovènia), que no proporcionen informació suficient per obtenir conclusions clares sobre la naturalesa del llenguatge que s'hi adverteix. Tanmateix, el nòric probablement era similar a les altres llengües cèltiques properes, com és ara el gal. A causa de l'escassa documentació, es desconeix quan es va extingir.

## La inscripció de Ptuj

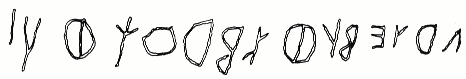
ARTEBUDZBROGDUI (un facsímil de la inscripció original, escrit de dreta a esquerra)

La inscripció de Ptuj, descoberta el 1894, està escrita de dreta a esquerra en l'alfabet etrusc, i diu:
| « | ARTEBUDZBROGDUI | » |

Això s'interpreta com si fossin dos noms personals: Artebudz [fill] de Brogduos. El nom d'Artebudz pot significar "penis de l'os" (comparar el gal·lès arth 'os' i l'irlandès bod, 'penis'), mentre que Brogduos pot contenir l'element brog-, mrog- 'país' Alternativament, la inscripció es pot interpretar com Artebudz [va fer això] per Brogdos, amb el segon nom en datiu.

## La inscripció de Grafenstein

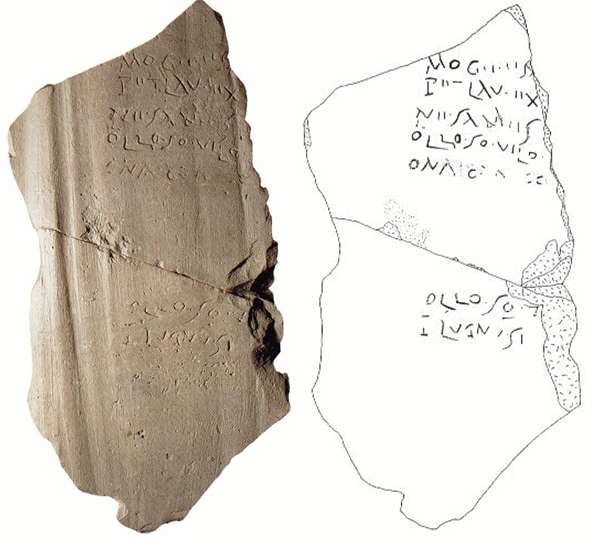
La inscripció de Grafenstein i el seu facsímil

La inscripció de Grafenstein, sobre una llosa del segle II d. C. que va ser descoberta en una gravera a l'any 1977, és incompleta, però la part existent s'ha transcrit de la manera següent:
| « | MOGE · ES[ P· II- LAV · EX[ ṆE · SAḌỊÍES[ OLLO · SO · VILO[ ỌNẠ C[…] OLLO · SO · ? [ P LṾGNṾ · SI | » |

Aquí,  Moge  sembla un nom personal o una abreviatura,  P · II- lav , una abreviatura llatina que indica un pes,  ne sadiíes , una forma verbal que possiblement significa "tu (singular) no poses". "Ollo ", tal vegada significa "aquesta quantitat". i "Lugnu " seria un altre nom personal. Per tant, el text podria ser el registre d'algun tipus de transacció financera. 
També s'han proposat altres lectures de la inscripció, que inclouen:
| « | MOGE · ES+[---] PET(?) LAV · EX[---] NE · SAMES[---] OLLO · SO · VILO ·[---] ONA O(?) + ++ OLLO · SO ·+ + LVGNI · SI | » |

i també 
| « | MOGV · CISS [--- PETILAV · IEX[--- NE · SADIIES[--- OLLO · SO · VILO ·[--- ONA DOM...OC[ OLLO · SO · VIA .[ ILVGNV.SI[ | » |